# Система Макк'юна — Райшауера
Система Макк'юна-Райшауера (англ. McCune–Reischauer romanization, [məˈkjuːn ˈraɪʃaʊ.ər]) — набір правил транскрибування слів корейської мови латиницею. Складений за принципом транскрипції. Надає перевагу фонетиці та точному звучанню, а не фонології та написанню букв. Розроблений 1937 року американськими кореєзнавцями Джорджом Макк'юном та Едвіном Райшауером. Використовується на офіційному рівні науково-дослідницьких установах США, КНР та європейських держав. До 1992 року вживався в у Корейській народній демократичній республіці перед прийняттям нової місцевої системи латинізації. Так само, до 2000 року вона використовувалася на офіційному рівні в Республіці Корея перед впровадженням нової системи латинізації.

## Таблиці

### Голосні
| Прості Голосні | Прості Голосні | Прості Голосні | Прості Голосні | Прості Голосні | Прості Голосні | Прості Голосні | Прості Голосні | Прості Голосні | Прості Голосні |
| -------------- | -------------- | -------------- | -------------- | -------------- | -------------- | -------------- | -------------- | -------------- | -------------- |
| ㅏ             | ㅓ             | ㅗ             | ㅜ             | ㅡ             | ㅣ             | ㅐ             | ㅔ             | ㅚ             | ㅟ             |
| a              | ŏ              | o              | u              | ŭ              | i              | ae             | e              | oe             | wi             |

| Складені голосні (дифтонги) | Складені голосні (дифтонги) | Складені голосні (дифтонги) | Складені голосні (дифтонги) | Складені голосні (дифтонги) | Складені голосні (дифтонги) | Складені голосні (дифтонги) | Складені голосні (дифтонги) | Складені голосні (дифтонги) | Складені голосні (дифтонги) | Складені голосні (дифтонги) |
| --------------------------- | --------------------------- | --------------------------- | --------------------------- | --------------------------- | --------------------------- | --------------------------- | --------------------------- | --------------------------- | --------------------------- | --------------------------- |
| ㅑ                          | ㅕ                          | ㅛ                          | ㅠ                          | ㅒ                          | ㅖ                          | ㅘ                          | ㅙ                          | ㅝ                          | ㅞ                          | ㅢ                          |
| ya                          | yŏ                          | yo                          | yu                          | yae                         | ye                          | wa                          | wae                         | wŏ                          | we                          | ŭi                          |

- Голосний ㅔ записується як ё після ㅏ та ㅗ.

### Приголосні
| Приголосні | Приголосні | Приголосні | Приголосні | Приголосні | Приголосні | Приголосні | Приголосні | Приголосні | Приголосні | Приголосні | Приголосні | Приголосні | Приголосні | Приголосні | Приголосні | Приголосні | Приголосні | Приголосні |
| ---------- | ---------- | ---------- | ---------- | ---------- | ---------- | ---------- | ---------- | ---------- | ---------- | ---------- | ---------- | ---------- | ---------- | ---------- | ---------- | ---------- | ---------- | ---------- |
| ㄱ         | ㄲ         | ㅋ         | ㄷ         | ㄸ         | ㅌ         | ㅂ         | ㅃ         | ㅍ         | ㅈ         | ㅉ         | ㅊ         | ㅅ         | ㅆ         | ㅎ         | ㄴ         | ㅁ         | ㅇ         | ㄹ         |
| k          | kk         | k'         | t          | tt         | t'         | p          | pp         | p'         | ch         | tch        | ch'        | s          | ss         | h          | n          | m          | ng         | r          |

### На межі складів
|           | 2 склад → | ㅇ | ㄱ  | ㄴ  | ㄷ  | ㄹ  | ㅁ  | ㅂ  | ㅅ  | ㅈ  | ㅊ    | ㅋ   | ㅌ   | ㅍ   | ㅎ  |
| 1 склад ↓ |           |    | k   | n   | t   | r   | m   | b   | s   | ch  | ch'   | k'   | t'   | p'   | h   |
| ㄱ        | k         | g  | kk  | ngn | kt  | ngn | ngm | kp  | ks  | kch | kch'  | kk'  | kt'  | kp'  | kh  |
| ㄴ        | n         | n  | n'g | nn  | nd  | ll  | nm  | nb  | ns  | nj  | nch'  | nk'  | nt'  | np'  | nh  |
| ㄹ        | l         | r  | lg  | ll  | ld  | ll  | lm  | lb  | ls  | lch | lch'  | lk'  | lt'  | lp'  | rh  |
| ㅁ        | m         | m  | mg  | mn  | md  | mn  | mm  | mb  | ms  | mj  | mch'  | mk'  | mt'  | mp'  | mh  |
| ㅂ        | p         | b  | pk  | mn  | pt  | mn  | mm  | pp  | ps  | pch | pch'  | pk'  | pt'  | pp'  | ph  |
| ㅇ        | ng        | ng | ngg | ngn | ngd | ngn | ngm | ngb | ngs | ngj | ngch' | ngk' | ngt' | ngp' | ngh |